# Black Diamond Bay
"Black Diamond Bay" es una canción compuesta por el cantante estadounidense Bob Dylan. Fue publicada en su decimoséptimo álbum de estudio, Desire, editado el 5 de enero de 1976.
La letra de la canción está basada en la novela Victoria (1915) de Joseph Conrad, sobre una isla en la que hay un volcán.